# Желивско
Желивско (чеш. Želivsko, бывш. нем. Selsen) — муниципалитет на востоке Чешской Республики, в Пардубицком крае. Входит в состав района Свитави.
Один из самых малонаселённых муниципалитетов Чехии.

## География
Расположен в южной части района, в 14,5 км к юго-востоку от города Свитави и в 72 км к юго-востоку от Пардубице.
Состоит из двух частей — Желивско и Горакова-Льгота.
Граничит с муниципалитетами Брненец (с запада), Рудна (с севера) и Слатина (с юго-востока), а также с муниципалитетами Горни-Смржов и Дештна (с юга) района Бланско.
Связан автобусным сообщением с городом Бржезова-над-Свитавоу, до которого 6,5 км по автодорогам на запад.

## История
Деревня впервые упоминается в 1318 году как Зейлевско в провинции Свитави, входившее в Оломоуцкую епархию. С 1544 года — часть имения Моравска-Тршебова.
В 1593 году деревня перешла во владение оломоуцкого епископа Станислава Павловского.
Действовали чешская и немецкая школы.
В 1939 году в деревне Желивско было 33 дома и 175 жителей, до 1945 года она входила в район Цвиттау Судетской области.
В 1976—1990 годах являлся частью муниципалитета Брненец.
5 апреля 2017 года был утвержден герб.

### Изменение административного подчинения
- 1850 год — Австрийская империя, Моравия, край Брно, политический район Тршебова, судебный район Евичко;
- 1855 год — Австрийская империя, Моравия, край Брно, судебный район Евичко;
- 1868 год — Австро-Венгрия, Цислейтания, Моравия, политический район Тршебова, судебный район Евичко[9];
- 1920 год — Чехословацкая Республика, Брновская жупания[чеш.], политический район Моравска-Тршебова, судебный район Евичко;
- 1928 год — Чехословацкая Республика, Моравско-Силезская земля, политический район Моравска-Тршебова, судебный район Евичко;
- 1938 год — Судетская область, округ Троппау, политический район Мериш-Трюбау, судебный район Гевич[10];
- 1945 год — Чехословацкая Республика, Моравско-Силезская земля, административный район Моравска-Тршебова, судебный район Евичко[11];
- 1949 год — Чехословацкая республика, Брновский край, район Свитави[12];
- 1960 год — ЧССР, Южноморавский край, район Свитави;
- 2003 год — Чехия, Пардубицкий край, район Свитави, ОРП Свитави.

## Население
| Год  | Численность | Численность |
| ---- | ----------- | ----------- |
| 1869 | 240         | [ 13 ]      |
| 1880 | 279         | [ 13 ]      |
| 1890 | 280         | [ 13 ]      |
| 1900 | 274         | [ 13 ]      |
| 1910 | 300         | [ 13 ]      |
| 1921 | 274         | [ 13 ]      |
| 1930 | 239         | [ 13 ]      |
| 1950 | 162         | [ 13 ]      |
| 1961 | 141         | [ 13 ]      |
| 1970 | 111         | [ 13 ]      |
| 1980 | 83          | [ 13 ]      |
| 1991 | 56          | [ 13 ]      |
| 2001 | 50          | [ 13 ]      |
| 2014 | 33          | [ 14 ]      |
| 2016 | 30          | [ 15 ]      |
| 2017 | 32          | [ 16 ]      |
| 2018 | 33          | [ 17 ]      |
| 2019 | 43          | [ 18 ]      |
| 2020 | 42          | [ 19 ]      |
| 2021 | 40          | [ 20 ]      |
| 2022 | 39          | [ 21 ]      |
| 2023 | 38          | [ 22 ]      |
| 2024 | 36          | [ 23 ]      |
| 2025 | 41          | [ 3 ]       |

По переписи 2011 года в муниципалитете проживало 34 человека (из них 9 чехов, 4 морава и 21 не указавший национальность, в 2001 году — 90 % чехов, 6 % моравов и 2 % словаков), из них 17 мужчин и 17 женщин (средний возраст — 50,9 года).
Из 30 человек старше 14 лет 1 человек был необразованным, 9 имели базовое (в том числе неоконченное) образование, 19 — среднее, включая учеников (из них 4 — с аттестатом зрелости).
Из 34 человек 12 были экономически активны (в том числе 2 безработных и 1 работающий пенсионер), 20 — неактивны (16 неработающих пенсионеров и 4 учащихся).
Из 10 работающих 5 работали в промышленности, 2 — в риэлторской, научно-технической и административной сфере, 1 на госслужбе.